# Fundator

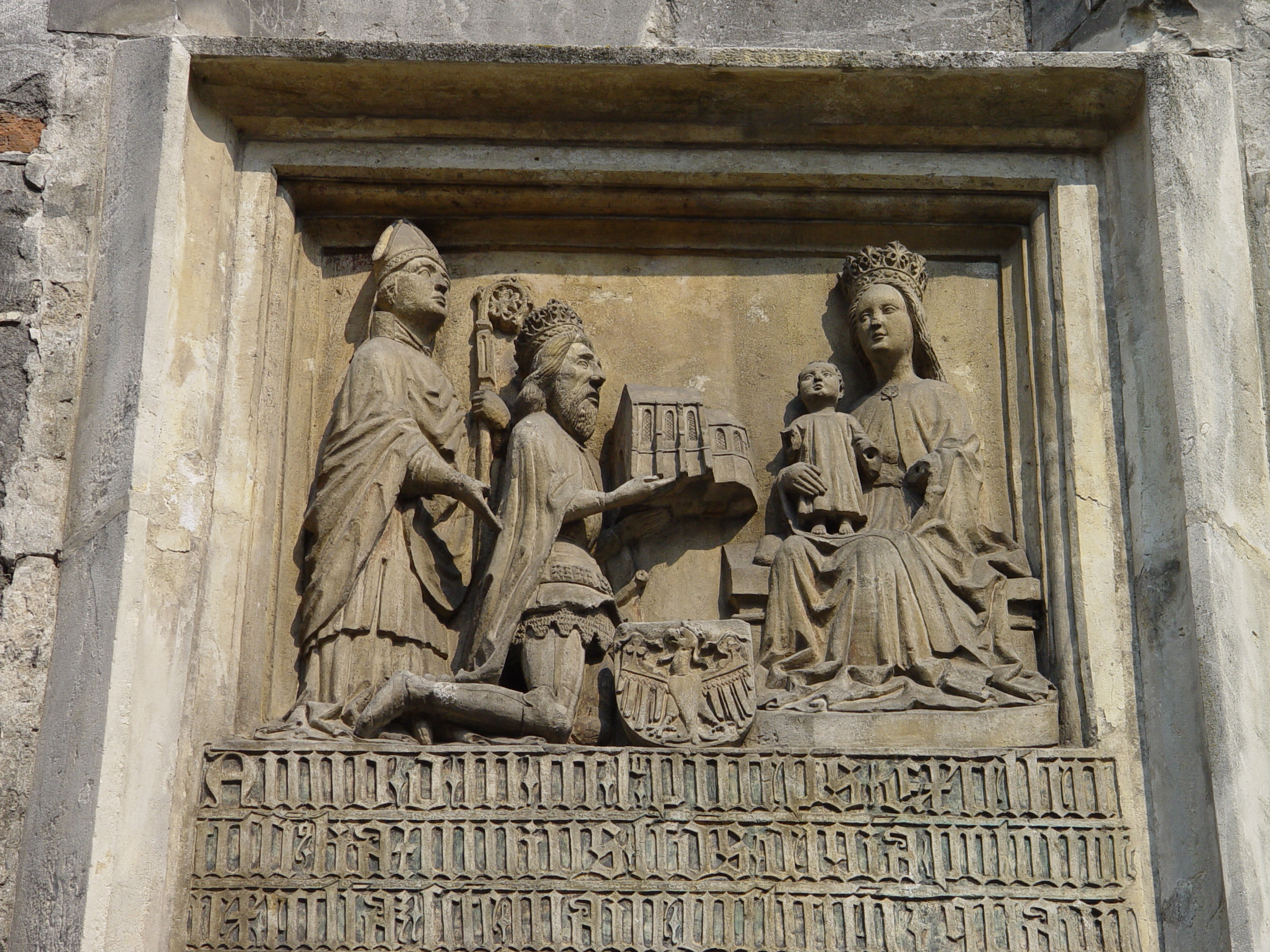
Tablica erekcyjna bazyliki w Wiślicy z jej fundatorem

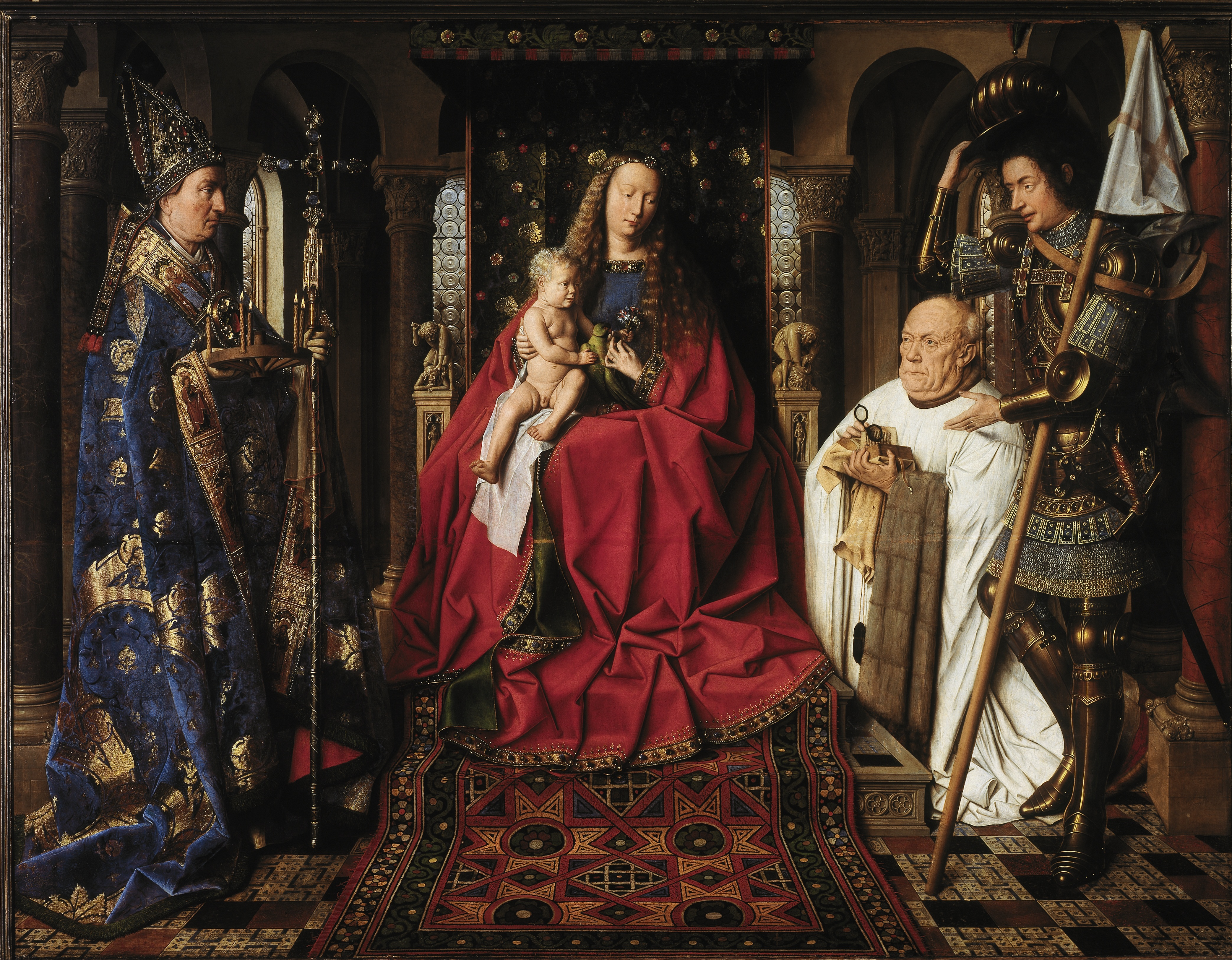
Fundator (z prawej) na obrazie religijnym J. van Eycka

Fundator (łac. fundatio – podwalina) – inicjator budowli użytku publicznego (kościoła, klasztoru, szpitala, biblioteki) albo dzieła sztuki (pomnika, ołtarza, obrazu), finansujący również koszt jego powstania.
W obszarze prawosławia określany jako ktitor (od stgr. κτήτωρ); w terminologii niemieckiej – Stifter. Nierzadko mylony z donatorem (łac. dawca, dający). Działanie jego miało zasadniczo cechy charytatywne bądź charakter filantropijny. Był nim także założyciel fundacji, kulturalny, dobroczynny.
W sztuce sakralnej przedstawiany zazwyczaj jako adorant. W religijnym malarstwie i rzeźbie ukazywany zwykle jako mniejsza od głównych postaci lub klęcząca, często z modelem ufundowanej przez siebie budowli (np. kościoła). Wyobrażany na bocznych skrzydłach gotyckich ołtarzy, tablicach fundacyjnych, a także na witrażach, obok przedstawienia swego świętego patrona.